# Абдолрезаи, Али
Али Абдолрезаи (перс. علی عبدالرضایی‎) — ирано-британский поэт, писатель, политический аналитик.

## Ранняя жизнь
Али Абдолрезаи родился 10 апреля 1969 года в семье фермеров и торговцев среднего класса в городе Ленгеруд (Иран). В 1974 году у Али умерла новорождённая сестра. Это событие привело к микроинсульту, в результате которого он потерял речь. Через несколько месяцев Абдолрезаи восстановил речь, но сильно заикался. В 1985 году после прохождения логопедической терапии он полностью справился с заиканием.
После окончания средней школы изучал машиностроение в Технологическом университете имени Насир ад-Дина Туси в Тегеране.

## Жизнь и карьера
Карьера поэта началась в 1986 году. Вскоре ему запретили преподавать и выступать на публике в Иране. В 1996 году, когда президент Ирана Хатами ослабил цензуру, в Иране была опубликована новая книга Абдолрезаи «Париж в Рено». Он получил много внимания за свои авангардные взгляды на язык и постмодернизм.
Читал лекции о поэзии в университетах и стал известен как «университетский поэт». По мере того как его идеи набирали всё большую популярность в Иране, власти усиливали контроль и наблюдение за Абдолрезаи. Усилилась также цензура его сочинений. В своих книгах «Проповедь общества» и «Шинема» Абдолрезаи критиковал Хатами и других политических реформаторов. После публикации книги «Шинема» иранское правительство запретило его труды и запретило ему преподавать и выступать на публике.